# Oghamstein von Coumeenoole North
Der Oghamstein von Coumeenoole North (irisch Com Dhíneol Thuaidh) steht auf der Landzunge Dunmore Head, an der äußersten Westspitze der Dingle-Halbinsel im County Kerry in Irland.
Der Oghamstein wurde 1838 am Boden liegend entdeckt und im folgenden Jahr wieder aufgerichtet. Der etwa zwei Meter hohe Stein misst 0,45 m in der Breite und ist 0,3 m dick. Die Inschrift lautet laut nach R. A. Stewart Macalister (1870–1950): „ERC MAQI MAQI-ERCIAS MU DOVINIA“. Erc ist der Name einer Person.
Die Überlieferung besagt, dass Dunmore Head ein Ort der Verehrung war. Ein Nord-Süd-orientierter, etwa 500 m langer Wall und ein externer Graben mit einem niedrigen Außenwall trennen die Landzunge wie bei einem Promontory Fort ab.